# Leon Wessel-Masannek
Leon Finn Wessel-Massanek (Monaco di Baviera, 23 dicembre 1992) è un attore tedesco.

## Biografia
È figlio dello scrittore Joachim Masannek e fratello minore di Marlon Wessel, che lavora con lui nei film tratti dai romanzi del padre. Leon e Marlon sono molto uniti e danno il nome a due personaggi della pellicola, due fratelli che si dimostrano coraggiosi.
La serie di film La Tribù nel Pallone è attualmente trasmessa da Sky Cinema 1, Sky Cinema +1 e Sky Cinema +24.

## Filmografia
| Anno | Titolo                                                                               | Ruolo  | Note |
| ---- | ------------------------------------------------------------------------------------ | ------ | ---- |
| 2003 | La tribù del pallone - Sfida agli invincibili (Die Wilden Kerle)                     | Markus |      |
| 2005 | La Tribù del Pallone 2 - Uno Stadio Per La Tribù (Die Wilden Kerle 2)                | Markus |      |
| 2006 | La Tribù del Pallone 3 (Die Wilden Kerle 3)                                          | Markus |      |
| 2007 | La Tribù del Pallone 4 (Die Wilden Kerle 4)                                          | Markus |      |
| 2008 | La tribù del pallone - L'ultimo goal (DWK 5 – Die Wilden Kerle: Hinter dem Horizont) | Markus |      |